# Piranha IV
El Piranha IV es un vehículo de combate de infantería, que está siendo desarrollado, en secreto, por la empresa suiza MOWAG (desde 2003 General Dynamics European Land Combat Systems), aunque BAE Systems Land & Armaments también posee la licencia de producción. Es la cuarta variante del MOWAG Piranha.